# ジャジーラ航空

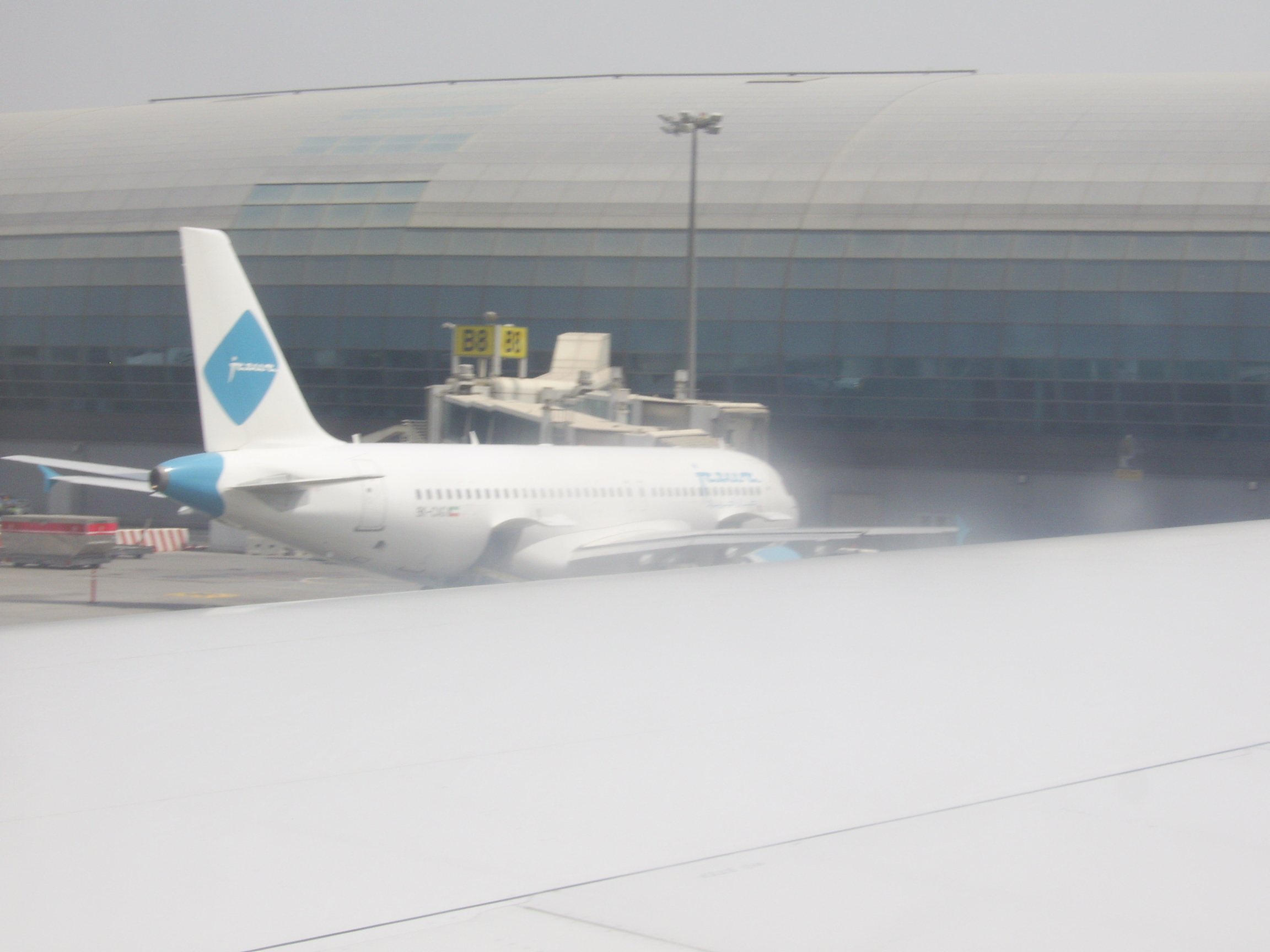
ジャジーラ航空の機体

ジャジーラ航空 (Jazeera Airways) は、クウェートの航空会社である。

## 概要
クウェートで最初の民間資本による航空会社である。
2005年10月に運航を開始した。
本拠地であるクウェートシティーと中東地域の主要都市を結ぶ路線を運航している.

## 歴史
- 2020年3月13日、新型コロナウイルス感染拡大により、クウェート国際空港の旅客定期便がすべて運休となり、クウェートの全旅客便が運航を停止した。そのため、この航空会社も全便を運休する事態となった[1]。

## 就航都市
| 国                       | 就航都市 |
| ------------------------ | --- |
| スリランカ               | コロンボ |
| パキスタン               | カラチ、ラホール、イスラマバード                                                                             |
| バングラデシュ           | ダッカ |
| インド                   | ムンバイ、デリー、チェンナイ、アフマダーバード、ハイデラバード、ベンガルール、コーチ、ティルヴァナンタプラム |
| カザフスタン             | アルマトイ、テュルキスタン                                                                                   |
| キルギス                 | ビシュケク、オシ                                                                                             |
| ネパール                 | カトマンズ                                                                                                   |
| ウズベキスタン           | タシュケント、ナマンガン                                                                                     |
| タジキスタン             | ドゥシャンベ                                                                                                 |
| サウジアラビア           | ジェッダ 、リヤド、マディーナ、ターイフ、ハーイル、ブライダフ                                                |
| アラブ首長国連邦         | ドバイ |
| レバノン                 | ベイルート                                                                                                   |
| オマーン                 | サラーラ |
| イラン                   | シーラーズ、マシュハド、エマーム・ホメイニー                                                                 |
| イラク                   | ナジャフ |
| バーレーン               | バーレーン                                                                                                   |
| ヨルダン                 | アンマン |
| シリア                   | ダマスカス(2025年8月1日より運航再開予定)                                                                     |
| カタール                 | ドーハ |
| ハンガリー               | ブダペスト                                                                                                   |
| トルコ                   | アンタルヤ、サビハ、トラブゾン、リゼ、イスタンブール                                                         |
| モンテネグロ             | ティヴァト                                                                                                   |
| アルメニア               | エレバン |
| ジョージア               | バトゥミ、トビリシ                                                                                           |
| ロシア                   | ドモジェドヴォ、カザン、マハチカラ、ソチ                                                                     |
| キプロス                 | ラルナカ |
| ボスニア・ヘルツェゴビナ | サラエボ |
| アゼルバイジャン         | バクー |
| ポーランド               | クラクフ |
| チェコ                   | プラハ |
| エジプト                 | ギザ、カイロ、シャルム・エル・シェイク、アシュート、ボーグ・エル・アラブ、フルガダ、ルクソール、ソハグ       |

## 保有機材

### 現在の保有機材
| 機種            | 保有数 | 発注数 | 座席数 |
| --------------- | ------ | ------ | ------ |
| エアバスA320    | 12     |        | 165    |
| エアバスA320neo | 11     | 9      | 174    |
| エアバスA321neo | -      | 8      |        |
| 合計            | 23     | 17     |        |

### 機材発注
- 2021年11月16日、エアバスA320neo型機20機、エアバスA321neo型機8機の、合計28機の購入覚書を締結した[4]。